# Acetropis carinata
De Gekielde graswants (Acetropis carinata) is een wants uit de familie van de blindwantsen (Miridae). De soort werd het eerst wetenschappelijk beschreven door Gottlieb August Wilhelm Herrich-Schäffer in 1841.

## Uiterlijk
Graswantsen zijn meestal groenig of strokleurig en langgerekt van vorm zodat ze niet opvallen in het gras waartussen ze leven. De gekielde graswants is lichtgroen tot lichtbruin en in het midden breder dan de meeste andere graswantsen. De mannetjes zijn 6,5 tot 7 mm lang en macropteer (langvleugelig). De vrouwtjes zijn meestal brachypteer (kortvleugelig) en vaak iets kleiner, 5,5 tot 7 mm. Van de onbehaarde antennes zijn het eerste en tweede segment lichtbruin en de laatste twee donkerbruin. Het tweede segment is net zo lang als het derde en vierde segment samen. Het halsschild heeft in de lengte een verhoging, ook wel kiel genoemd en lichte brede strepen langs de zijkant die doorlopen tot over de vleugels. Over de ogen en kop lopen donkere strepen die doorlopen over het halsschild en scutellum. De poten zijn niet behaard. Daarmee verschilt de wants van de verder zeer gelijkende Acetropis gimmerthalii die wel behaarde poten en antennes heeft en bovendien geen duidelijke kiel en een ander strepenpatroon op het halsschild.

## Leefwijze
De soort overwintert als eitje, de volwassen dieren worden van mei tot augustus aangetroffen op zanderige, droge plekken op grassen zoals borstelgras, buntgras, bochtige smele en dravik. De mannetjes leven niet lang.

## Leefgebied
In Nederland komt de soort voor op zandgronden met uitzondering van de kustgebieden. Verder leeft de wants in het palearctisch gebied, Noord-Afrika en Azië.